# William Boxall
William Boxall (Oxford, 29 giugno 1800 – Londra, 6 dicembre 1879) è stato un pittore britannico.
Fu direttore della National Gallery di Londra.

## Biografia
William Boxall nacque nel 1800 ad Oxford, o nelle sue vicinanze. Studiò alla Abingdon School prima di entrare nelle scuole della Royal Academy di Londra nel 1819. Negli anni compresi tra il 1827 e il 1845 Boxall visitò con frequenza l'Italia, dove ebbe modo di studiare le opere dei Grandi maestri dell'arte italiana. All'inizio della carriera, Boxall si dedicò alla realizzazione di dipinti di soggetto storico ma in breve si specializzò nella più remunerativa ritrattistica. Tra le personalità di maggior rilievo ritratte da Boxall vi sono il poeta William Wordsworth, lo scultore John Gibson ed il pittore Henry Landseer. 
Nel 1866 ottenne l'incarico di direttore della National Gallery di Londra, che era stato in precedenza di Sir Charles Lock Eastlake; da questa data, Boxall interruppe la sua attività di pittore. La direzione della National Gallery portò Boxall a sovrintendere ai lavori di ampliamento del museo operati dall'architetto Edward Middleton Barry e ad occuparsi dell'acquisizione di nuovi capolavori. Nel 1870 la National Gallery comprò la Madonna di Manchester, opera su tavola di Michelangelo così chiamata perché esposta nella città di Manchester nel 1857. Poco dopo il museo ottenne un'altra opera di Michelangelo, la Deposizione di Cristo, la cui autenticità fu a lungo dibattuta ma che ora sembra essere riconosciuta come un lavoro autentico di Michelangelo. Inoltre, alla morte dell'amico Charles Lock Eastlake, suo predecessore nella direzione, Boxall si impegnò perché i dipinti della collezione Eastlake, comprendente opere di Pisanello e Piero della Francesca, entrassero a far parte del museo.